# Hans Mikkelsen
Hans Mikkelsen, död 20 december 1532, var en dansk köpman och borgmästare i Malmö, som i sin tjänst som riksråd för Kristian II hade stor betydelse för reformationen i Danmark och den politiska situationen i Norden under kungens välde.

## Förbindelse med Kristian II
Mikkelsen var en rik köpman som ägde stora egendomar både i Malmö och Köpenhamn. Han förekommer från 1503 som rådmand, och från 1508 som borgmästare i Malmö. Som sådan anlade han försvarsvallar runt Malmö och företog flera förbättringar i staden . Mest känd har han dock blivit som huvudmannen för ett demokratiskt borgarparti, som sökte sitt stöd i en utvidgad kungamakt i motsats till präst- och adelsväldet[källa behövs].
Från omkring 1517 kom han i närmare kontakt med Kristian II och Sigbrit Willoms och han ska samma år i motsats till Rigsrådet ha uppmuntrat kungen till att börja kriget med Sverige och innehade, medan kungen (år 1518 eller 1520) var i Sverige, tillfälligt befälstjänsten på Köpenhamns slott. Han förlänades, trots hans borgerliga börd, det rika Börringekloster i Skåne och fick år 1520 pant häri för en stor summa[källa behövs].

## I Stockholm för att främja den nordiska handeln
År 1519 var han aktiv i kung Kristians försök att bemäktiga sig den påvliga legaten Arcimboldus och dennes gods. År 1520 kallades han, samtidigt med Stockholms blodbad, till Stockholm tillsammans med tre andra köpmän från Köpenhamn och Malmö som «menige Danmarks Riges købmænds fuldmægtige Sendebud» för att med borgmästare och råd i Stockholm ingå ett nordiskt handelsförbund som motvikt mot Hansan, och han var troligen den egentliga upphovsmannen till denna stora plan liksom till Kristian II:s övriga planer på att främja nordisk handel.

## Huvudförfattare till de nya landslagarna
Störst betydelse fick han dock som huvudförfattare till de nya rikslagar, som utfärdades i slutet av kungens regering[när?], varigenom starka ingrepp gjordes i adelns och prästerskapets makt. Han arbetade även för att införskaffa arvmonarki i Danmark. i vistelsen utomlands återkommer han till denna tanke och uppmanar kungen till, att när han återvänder till sina riken, som det första att verkställa denna plan. Själv blev Mikkelsen enligt den ordning som köpstadsstyrelsen infört genom den nya lagen, av kungen utsedd till »skultus» (fogde eller överborgmästare) i Malmö.

## I landsflykt med Kristian II
Mikkelsen var sålunda nära förbunden med det bästa i Kristian II:s styrelseskick och kände en stor hängivenhet för honom, även om han i sin vänkrets starkt skall ha förebrått kungens tyranniska gärningar.
År 1523 gav han upp sina stora egendomar och sin ställning i Malmö för att följa kungen i exil. Hur stor förbittringen då var mot honom framgår också av att Börringekloster omedelbart togs med våld från hans kvarlämnade familj, och att Mikkelsen och Sigbrit var de enda, som vid Köpenhamns och Malmös kapitulation/överlämnande i december 1523 inte omfattades av den allmänna amnestin. 
Hans efterlämnade hustru, Elsebet, och hans döttrar, Bodil, gift med kunglig byggmästare och stenhuggarmäster Martin Bussart (III, 268), och Margrethe, gift med Nicolaus Leysener, en rik Malmöborgare av tysk härkomst, behöll hustruns hälft av egendomarna, medan Mikkelsens halva blev indragen. Godset stod dock orört i två år och Mikkelsen ska ha uppmuntrats av flera riksrådsmedlemmar att återvända, men han vägrade. År 1525 skänktes sedan Mikkelsens hälft av godset till Johan Rantzau, som dock sålde den till familjen, vilka alltså för en tid återigen kom i besittning av godset.

## Ansluter sig till Martin Luthers nya lära
Under Kristian II:s uppehåll i Wittenberg hade Mikkelsen anslutit sig till Luthers lära, och när kungen ville att Nya testamentet skulle översättas till danska, fick Mikkelsen överse arbetet, som huvudsakligen ombesörjdes av kungens sekreterare Christiern Winter (IXX, 147), och efter Luthers tyska översättning översatte han även Paulus brev och flera andra stycken.

## Strävar efter att framställa konungen som den mjuknade fursten
Boken gavs ut 1524, men framför Paulus brev hade Mikkelsen infogat ett förord där han – förutom våldsamma attacker mot det katolska prästerskapet – framställde Kristian II som den av evangeliet mjuknade fursten som ångrade sin tidigare färd, och klandrade sina landsmän för att de fördrivit honom.
När Mikkelsen sedan 1525 i Danmark även lät sprida en av honom själv ombesörjd utgåva av ett i Kristian II:s namn skickat brev till Dantzigs borgmästare Johan Wendeland, i vilket kungen återigen skildrades som den omvände fursten, och gick in på Wendelands plan att genom ett luthersk-demokratiskt uppror i hansestäderna söka bana väg för kungens återinträde, väcktes förbittringen åter starkt mot Mikkelsen i Danmark.

## Poul Helgesens svar
I december 1526 skrev Poul Helgesen sitt «Svar til Hans Mikkelsen», där han skarpt tog upp både Mikkelsen själv, hans förord och hela översättningen av Nya testamentet, som i ett första försök också var språkligt mycket bristfällig.
Samtidigt fängslades Mikkelsens hustru och dotter Margrethe och förvisades så småningom ur landet, medan Nicolaus Leysener satt i fängelse i två år som förrädare och endast undkom döden genom hertig Kristians förbön och sedan begav sig till Nederländerna.
På herredagen i Odense 1527 förbjöds dessutom «Hans Mikkelsens Böcker». Samtliga gods beslagtogs åter, och hela familjen, med undantag av Martin Bussart, som hade anslutit sig till Fredrik I, samlades i Lier där Mikkelsen vistades som kung Kristians rådman och hofmester.

## Brevväxlingen med Kristian II
Den stora, ännu delvis bevarade korrespondens, som Mikkelsen i dessa år, särskilt medan Kristian II 1526–28 vistades i Tyskland, förde med denna, visar hur stor pris Kristian II satte på honom. Inget åtagande av betydelse gjordes utan att hans råd inhämtats, men det följdes visserligen inte alltid.
Mikkelsen visar i denna brevväxling alltjämt sin stora hängivenhet för kungens sak och sin rättfärdiga och hederliga karaktär. Hans råd är i allmänhet försiktiga och han avråder ofta från vågade satsningar eller förhastade planer. Han hade dessutom en stark känsla för det tvivelaktiga i Kristian II:s lust till att betro sig till äventyrliga existenser, som endast sökte egen fördel.

## Kontrollerar kungens ekonomiska situation
Den sparsamhet som Mikkelsen tvingades visa som ansvarig över kungens desperata ekonomiska situation väckte mycket förbittring mot honom bland många av kungens män. Dessutom var han ogillad vid hovet i Bryssel, där hans "nya lag" ansågs vara huvudorsaken till kungens förvisning, och där hans trofasta tillgivenhet vid Luthers lära, vilket också flera av honom skrivna religiösa skrifter vittnar om, inte kunde döljas.
Av den anledningen kastades han och flera av kungens män 1528 i fängelse i Vilvoorde, och endast kungens personliga ingripande och hävdande att detta stred mot den åt han och hans män givna kejserliga lejden, befriade honom igen och räddade honom från kättardöden.

## Med kungen till Norge
År 1531 följde Mikkelsen kungen till Norge. Medan konungen, sedan vapenstillestånd slutits med riksrådet Mogens Gyldenstierne (VI, 388) gjorde sitt fälttåg till Bohus fästning, förde Mikkelsen befälet i Oslo. Men i övrigt är Mikkelsen inte särskilt framträdande i Norge; hans betydelse är också mer påtaglig i lønkammerets förhandlingar än i krigiska eller diplomatiska angelägenheter. Han måste starkt ha avrått från att ingå kontraktet i Oslo med Knud Henriksen Gyldenstierne den yngre den 1 juli 1532 och förlita sig på den givna lejden.
När kungen fördes till Köpenhamn reste Mikkelsen tillbaka till Nederländerna med det ursprungliga lejdbrevet i original, senare ett fruktansvärt vapen i händerna på kung Frederiks fiender. Här fick han besked om kungens fängslande och död några månader senare, den 20 december 1532, i Harderwijk i Geldern.
Hans fru verkar ha dött några år senare. Svärsonen Nicolaus Leysener, vilken som skeppsbefäl hade deltagit i tåget till Norge, steg till en hög position dels i engelsk och dels i nederländsk tjänst och dog som amiral i tjänst hos Karl V i slutet av 1539 eller början av 1540.